# 스크리모

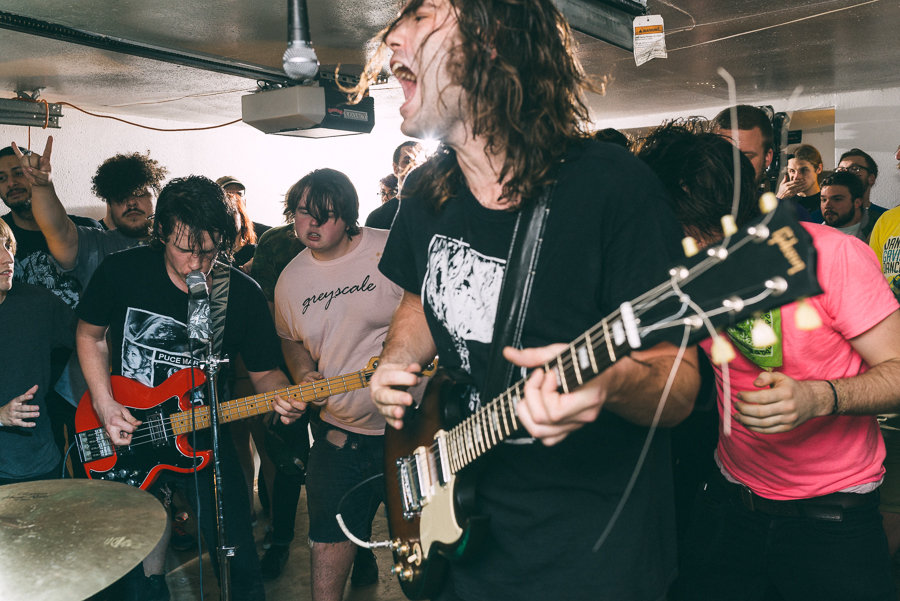

스크리모(Screamo)는 음악 장르 중의 하나로서, 1990년대 초에 하드코어 펑크와 이모 (Emo)로부터 파생되었다. 곡 대부분 혹은 전체에서 스크리밍 창법이 사용되는 것이 특징이며, 러닝타임이 짧은 곡이 많다. 음악적으로는 혼란스럽고 음울하며 거칠고 포스트 락의 영향을 받은 면도 있다. 소리만 지르면 스크리모라고 불려 다른 장르와 혼동되는 오해를 겪는다. 스크리모 밴드로는 일본의 Envy, 한국의 Hollow Jan 같은 밴드 등이 있고, 스크리모라고 오해받는 밴드는 Alesana가 있다.

## 같이 보기
- 포스트 하드코어